# Set et Match !
Set et Match ! (en anglais Apples Never Fall) est un roman de l'autrice australienne Liane Moriarty, paru en France en 2022. 

## Adaptation télévisée
Une adaptation télévisée, Apples Never Fall, est lancée le 14 mars 2024 sur la plateforme de streaming Peacock. Elle comporte 7 épisodes,. 